# Camilla Lauteri
Camilla Lauteri, talvolta indicata dalle fonti come Cammilla Lauteri (Bologna, 1650 o 1659 – Bologna, 28 gennaio 1681), è stata una pittrice italiana attiva in ambito emiliano.

## Biografia

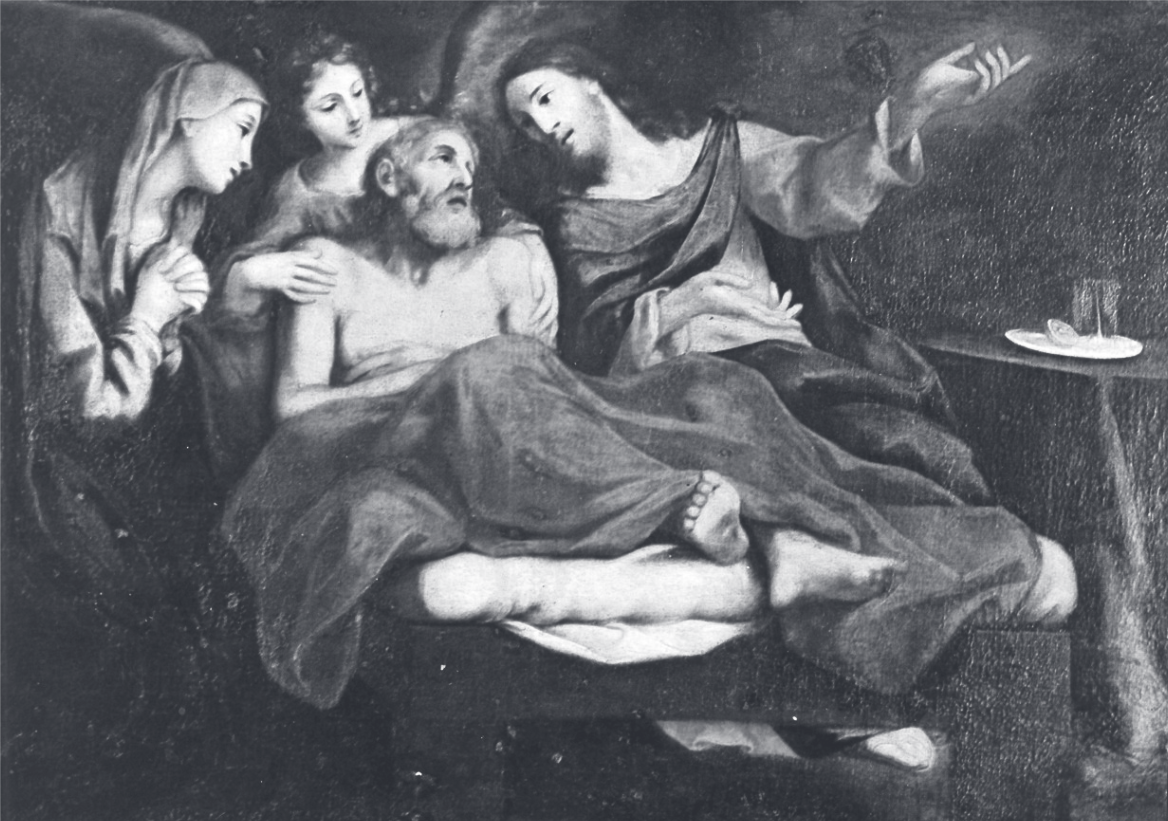
Camilla Lauteri, Morte di San Giuseppe

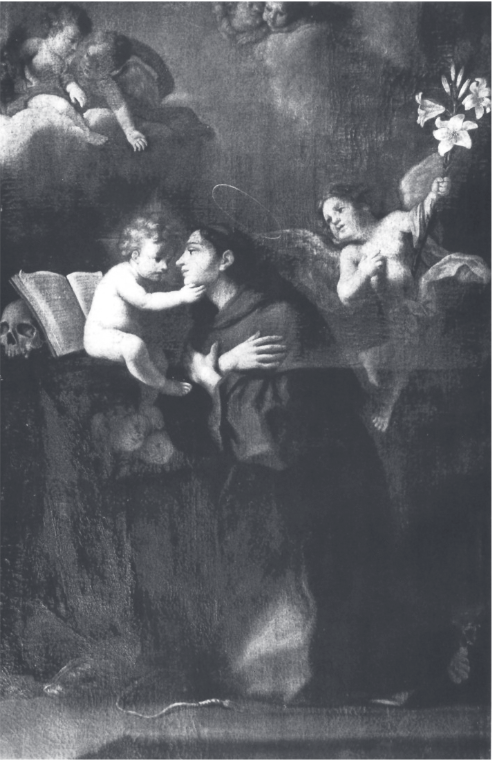
Camilla Lauteri, Gesù Bambino appare a Sant'Antonio da Padova

Le prime informazioni biografiche sulla pittrice risalgono all'Aggiunta di Antonio Masini.
Camilla Lauteri nacque a Bologna nel 1659 o nel 1650 secondo un'ipotesi più recente. La data del 1650 sarebbe coerente con un possibile discepolato della Lauteri presso Elisabetta Sirani e con la morte della pittrice indicata dal Masini a 31 anni di età.
Fu allieva del pittore Carlo Cignani e dipinse soprattutto soggetti religiosi.
Un suo dipinto di Gesù Bambino che appare a Sant'Antonio da Padova è conservato nella chiesa di S. Andrea Apostolo a Cadriano di Granarolo. La pala di Cadriano è «ancora vicina alla grazia morbida e devota di un celebre capolavoro della Sirani, il Sant'Antonio Abate col Bambino Gesù già nella chiesa di San Leonardo oggi nella Pinacoteca Nazionale (1662)» e «anticipa di pochi anni la famosissima Morte di San Giuseppe del Franceschini nella Cappella Monti al Corpus Domini (1688).»
Tra le sue opere, Luigi Crespi cita anche una Morte o Transito di San Giuseppe nella chiesa di San Gregorio di Bologna, opera che Carlo Cesare Malvasia attribuiva al Rambaldi e che venne a lungo considerata perduta. In realtà, come ricorda Antonio Buitoni, il quadro fu «trasferito in un'altra parte del Collegio dei Ministri degli Infermi (soppresso in età napoleonica) ma è ancora conservato in un ambiente della chiesa». Nel dipinto le «figure tendono a una classicità sostenuta, moderatamente aulica, traducendo gli spunti cignaneschi in maniera più matura e consapevole delle esigenze dello stile.» Secondo Antonio Buitoni, alcuni elementi fanno pensare che il Transito di San Giuseppe sia successivo alla pala di Cadriano.
Camilla Lauteri si spense giovanissima a Bologna il 28 gennaio 1681. Per Crespi, senza questa morte prematura la pittrice «sarebbe riuscita eccellente.»
Caduta nell'oblio, le sue opere sono ancora in fase di ricerca.